# Liu Hong
Liu Hong (chinês: 刘虹; Anfu, 12 de maio de 1987) é uma atleta chinesa especializada na marcha atlética, campeã olímpica, mundial e ex-recordista mundial da marcha de 20 km. Ela detém o recorde mundial da marcha de 50 km, que conquistou na primeira tentativa de disputa desta nova prova feminina, em março de 2019. 

## Carreira
Liu conquistou a medalha de ouro no Mundial de Pequim 2015, depois de ganhar uma de prata no Mundial de Daegu 2011 – anos depois transformada em ouro com a desclassificação por doping da russa Olga Kaniskina, campeã olímpica em Pequim 2008 e vencedora em Daegu – e duas de bronze nos Mundiais de Berlim 2009 e Moscou 2013. Sua vitória em Pequim foi facilitada pela ausência das marchadoras russas, tradicionais adversárias das chinesas e vencedoras de diversos Jogos Olímpicos e campeonatos mundiais, devido à investigação que ocorria na Rússia sobre dopagem de sangue em seus atletas da marcha atlética, que custou a suspensão de campeões olímpicos e mundiais como Valeriy Borchin e Sergey Kirdyapkin no masculino e Kaniskina e Elena Lashmanova no feminino; nenhum marchador russo de alto nível internacional competiu no Mundial de Pequim.
Liu competiu nos Jogos Olímpicos de Londres 2012 ficando originalmente em quarto lugar. Após a desclassificação das russas Elena Lashmanova e Olga Kaniskina, que chegaram em primeiro e segundo lugar, por violações de doping, Liu foi elevada à medalha de prata. No ano seguinte, no Campeonato Mundial de Atletismo de 2013 em Moscou, ela chegou em terceiro lugar mas o mesmo viria a acontecer. As duas primeiras colocadas russas, novamente Elena Lashmanova e outra russa, Anisya Kirdyapkina, foram desclassificadas por doping e Liu herdou desta vez a medalha de ouro, sua segunda em Mundiais.
Em 2015, estabeleceu novo recorde mundial para a marcha de 20 km no Gran Premio Cantones de La Coruña, na Espanha, etapa da IAAF Race Walking Challenge, com o tempo de 1:24:38, em condições climáticas ideais mas com calor, fazendo a segunda metade da prova mais rápido do que a primeira, abaixando o recorde anterior em 24 segundos. Sua dominação da prova foi tão grande que ela colocou uma volta em cima de todas as adversárias à exceção da segunda colocada. Sua marca foi a mais rápida já registrada oficialmente,  sendo melhor inclusive que os recordes não-oficiais das russas  Olimpiada Ivanova e Olga Kaniskina que não foram ratificados quando foram obtidos, por não haver juízes internacionais acompanhando a prova para aferir as marcas. Ainda em 2015, conquistou a terceira medalha mundial ao vencer a prova em Pequim 2015.
Em maio de 2016, venceu pela primeira vez a prova no IAAF World Race Walking Team Championships disputado em Roma, na Itália, com 1:25:59, a segunda melhor marca na história do campeonato. Na Rio 2016, sob forte sol e calor e depois de uma disputa acirrada com a mexicana María Guadalupe González até os últimos 40 metros da prova, Hong venceu por dois segundos de vantagem, em 1:28:35, somando o título de campeã olímpica ao de campeã e recordista mundial.
Em março de 2019, depois de dois anos afastada do esporte para a maternidade, ela retornou à marcha disputando pela primeira vez a nova distância feminina de 50 km, na cidade chinesa de Huangshan, e venceu a prova com um novo recorde mundial para a distância, 3:59:15, a primeira a completá-la em menos de quatro horas, diminuindo em mais de cinco minutos o recorde anterior da compatriota Rui Liang, passando a ser a detentora dos dois recordes mundiais da marcha atlética feminina.  Em setembro, no Campeonato Mundial de Doha 2019, sagrou-se tetracampeã mundial nos 20 km, numa das mais duras provas já realizadas num Mundial, sob 31º C de temperatura.
Desde que estabeleceu o recorde mundial para os 20 km em 2015, Liu viu sua marca ser quebrada duas vezes pela russa Lashmanova, campeã olímpica em Londres 2012, que se encontra proibida de participar de competições internacionais como a grande maioria dos atletas russos, atingidos por um escândalo de doping antes dos jogos da Rio 2016, da qual a Rússia não participou do atletismo. As marcas de Lashmanova – 1:23:39 em junho de 2018 e 1:24:31 em janeiro de 2019 – todas em torneios nacionais internos, foram aceitas pela World Athletics mas não oficializadas como recordes pela falta de três juízes internacionais nestas competições, como é a regra da Federação Internacional.  Seu recorde foi finalmente quebrado em março de 2021, nas seletivas chinesas para Tóquio 2020, pela compatriota Yang Jiayu. O mesmo ocorreu com sua marca dos 50 km, também quebrada por Lashmanova em 2020 nas mesmas condições, mas este recorde ela ainda mantém.
Em Tóquio 2020, Hong ficou com mais uma medalha de bronze na prova. 